# 美國優先

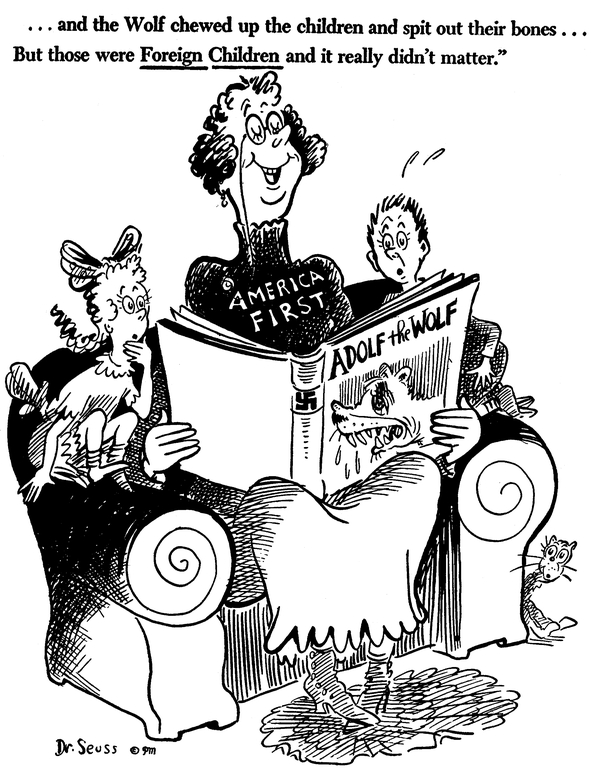
蘇斯博士所作漫画。身上写着“美国优先（America First）者拿着一本题为《阿道夫狼（希特勒）》的书对孩子们说：……狼（指代納粹德國）把孩子们嚼碎了，吐出了骨头……不过那些都是外国孩子，所以真没什么关系”。两个孩子听闻此言露出惊恐的神情。

美国优先是一个美国孤立主义政治立场。通常强调美国例外主义、不干涉主义和美国民族主义。这一短语最早由伍德罗·威尔逊总统在其1916年竞选的过程中使用，当时他主张美国不参与第一次世界大战。而在第二次世界大战爆发后，一个名为“美国优先委员会”的组织再次宣扬这一主张，这些人主张美国不参与二战，反对租借法案、对日禁运以及对英国和中国等国家的援助。
第45任和第47任美国总统的唐納·川普也使用了这一短语，而一些右派活动家亦使用这一短语反对美国援助自2022年遭受俄罗斯侵略的乌克兰。

## 历史
美国优先有时候被一些共和党人当作其纲领，尤其是帕特·布坎南，他赞扬反二战的美国優先委員會，并说“该组织的成就是巨大的”。布坎南呼吁“我们应当实行一个美国優先的政策”，并将其与美国優先委员会进行了对比。

### 唐纳德·特朗普
唐纳德·特朗普把“美国优先”列入他在政治方面最主要和最重要的主题，并提倡民族主义、不干涉主义立场，并成为其两任政府的外交政策。在2017年1月25日发布的政治/早间民意调查显示，65%的美国人对特朗普总统的“美国優先”就职演说作出积极响应，39%的人认为演说乏善可陈。2017年，美国政府提出了2018年的联邦政府预算案，其中提到了“让美国再次伟大”和“美国優先”，后者提到将增加军事、国土安全和退伍军人的支出，削减其向国外的支出，以及在十年内实现預算平衡的目标。
有评论家归纳指出特朗普不信任包括对手和盟友在内的外国势力，质疑他们多年来一直在占美国的便宜；对此特朗普回应很接近，但否认自己是孤立主义者，并指出他喜欢“美国优先”这个表述。一些学者（如德博拉·達什·摩爾）、评论员（如比尔·克里斯托）和犹太组织（包括反誹謗聯盟和猶太人公共事務委員會）批评特朗普使用该口号，因为它与本土主义和反犹主义有着历史联系，亦被一些批评人士拿来与二战期间的美国优先委员会进行比较。
有一些评论家认为川普并不完全是一个不干涉主义者，认为他在外交上对伊朗表态强硬，并主导了在叙利亚的战事。

## 在流行文化中
这项政策和措辞成为国际讽刺文学的一个主题。最初在欧洲，后来在世界各地的新聞諷刺电视节目喜剧性的呼吁自己国家的国民加强自己的身份认知，根据特朗普的民族主义口号，与叙述者使用类似的声音、说话方式和夸大其词的特点。例如阿倫·魯巴赫在他的第一期节目中的最后说道：“我们完全理解这将是美国優先，但我们可不可以说：荷兰人第二？”。